# Plato juberthiei
Plato juberthiei är en spindelart som beskrevs av Lopez 1996. Plato juberthiei ingår i släktet Plato och familjen strålspindlar.
Artens utbredningsområde är Franska Guyana. Inga underarter finns listade i Catalogue of Life.